# Stelis nasuta
Stelis nasuta là một loài Hymenoptera trong họ Megachilidae. Loài này được Latreille mô tả khoa học năm 1809.